# Vanna Solofrizzo
Vanna Renée Adèle Léonie Solofrizzo (Bibanga (Katanga), 19 april 1930 – 4 mei 2024) was een Luxemburgs kunstschilder.

## Leven en werk
Vanna Solofrizzo was een dochter van Gennaro Solofrizzo en Theresia Clara Clivio, beiden afkomstig uit Italië. Ze werd geboren in Belgisch-Congo (sinds 1997 Congo-Kinshasa), maar groeide op in Luxemburg-Stad. Haar moeder, die als jonge meid naar Luxemburg verhuisde, gaf er meer dan 35 jaar Italiaanse les, haar vader handelde in koffiezetapparaten van Victoria Arduino. Solofrizzo bezocht de École d'artisans de l'État in Luxemburg-Stad, waar ze beeldhouwles kreeg van Lucien Wercollier en leerde schilderen bij Jean-Pierre Calteux en Josy Meyers. Ze studeerde vanaf 1948 in Italië: aan de Accademia di Belle Arti (1948-1951) in Rome en de Accademia di Brera in Milaan (1952). In 1958 ontving ze de Dr Racheli Vélo-beurs van de Internationale Federatie van Universitaire Vrouwen, waardoor ze in staat werd gesteld haar opleiding te vervolgen aan het Istituto Centrale dei Restauro (1958-1960) in Rome.
De kunstenares schilderde, etste en tekende figuratieve landschappen, naakten, portretten en stillevens. Ze werd lid van de kunstenaarsvereniging Cercle Artistique de Luxembourg, waar ze van 1952 tot 1965 deelnam aan de salons. Solo exposeerde ze onder andere bij Galerie Wierschem (1957). In 1966 vertegenwoordigde ze Luxemburg op de Salon européen des femmes-peintres in Nancy, samen met Triny Beckius, Georgette Beljon, Monique Brackel, Solange Frégnac, Thérèse Frégnac, Josée Gloden, Nina Grach-Jascinsky, Marie-Ange Heiden, Christiane Heinen, Huguette Heldenstein, Erny Heuertz, Loulou Heuertz, Valérie Kuborn, Ger Maas, Hélène Meer, Marie-Jeanne Molitor, Irène Nadler, Germaine Spiesse en Lily Unden.
Solofrizzo kreeg in 1961 de Luxemburgse nationaliteit. Ze was secretaris van de kanselarij van de Luxemburgse ambassade in Rome en later privé-secretaris van groothertogin Josephine Charlotte.

## Enkele werken
- 1947 Illustraties voor een kinderkalender.
- 1950 Illustraties voor Das Lichtebengelchen van Hélène Fournelle. Luxemburg: St. Paulus-Druckerei.
- 1950 Illustraties voor Fir d'e'scht an d'Oktav van Hélène Fournelle. Luxemburg: St. Paulus-Druckerei.

- Musée national d'archéologie, d'histoire et d'art: lkl000319